# Gamma d'Aquari
Gamma d'Aquari (γ Aquarii) és una estrella de la constel·lació d'Aquari. És coneguda també amb el nom tradicional de Sadachbia. Té una magnitud aparent de +3,84. Està a 158 anys llum de la Terra.

## Localització
La localització d'aquesta estrella en el cel es mostra en el mapa següent de la constel·lació Aquarius:

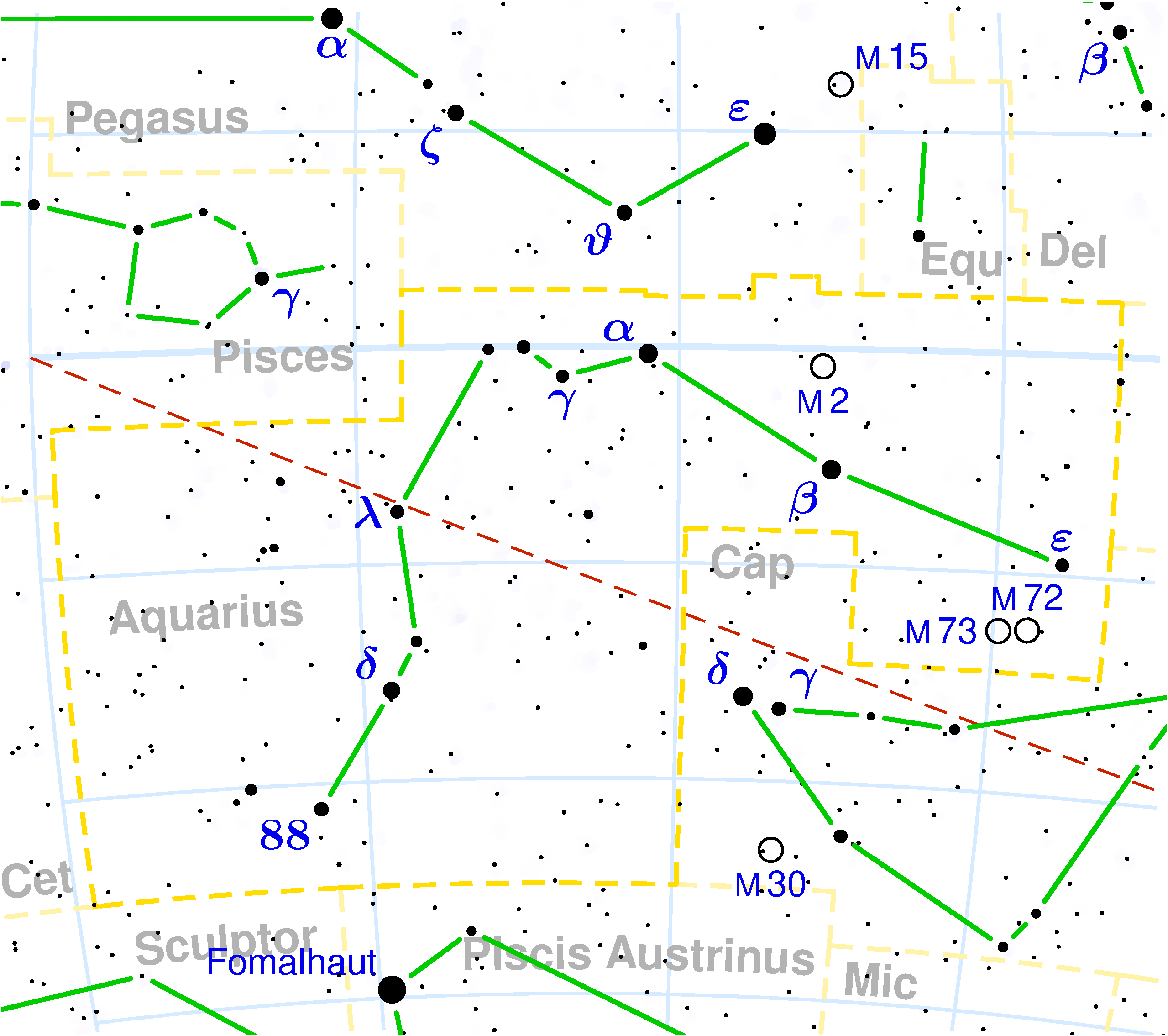
Constel·lació d'Aquari